# 11758 Sargent
11758 Sargent è un asteroide della fascia principale. Scoperto nel 1960, presenta un'orbita caratterizzata da un semiasse maggiore pari a 3,1447976 UA e da un'eccentricità di 0,1540313, inclinata di 3,63201° rispetto all'eclittica.
L'asteroide è dedicato all'astrofisico britannico naturalizzato statunitense Wallace Sargent.